# Chaetodiplosis gymnastica
Chaetodiplosis gymnastica är en tvåvingeart som beskrevs av Collin 1922. Chaetodiplosis gymnastica ingår i släktet Chaetodiplosis och familjen gallmyggor.
Artens utbredningsområde är Nigeria. Inga underarter finns listade i Catalogue of Life.